# Meraviglioso (Negramaro)
Meraviglioso è un singolo del gruppo musicale italiano Negramaro, pubblicato il 24 novembre 2008 come unico estratto dal primo album dal vivo San Siro Live.

## Descrizione
Si tratta di una reinterpretazione dell'omonimo brano di Domenico Modugno. È stato eseguito per la prima volta dal vivo il 31 maggio 2008 allo Stadio di San Siro di Milano, successivamente immortalato in San Siro Live e pubblicato come singolo, raggiungendo la prima posizione nella classifica stilata dalla FIMI. Il brano si è piazzato al nono posto dei brani più venduti in Italia nel 2009.
È inoltre stata inclusa nella colonna sonora del film di Giovanni Veronesi Italians.

## Video musicale
Il video è stato girato interamente in bianco e nero presso il quartiere EUR di Roma, e vede la partecipazione di Carlo Verdone e Riccardo Scamarcio. I Negramaro, con Verdone e Scamarcio, rendono omaggio al film di Wim Wenders Il cielo sopra Berlino, interpretando degli angeli vestiti di nero che dai tetti dei palazzi osservano la città.

## Classifiche
| Classifica (2008) | Posizione massima |
| ----------------- | ----------------- |
| Italia            | 1                 |